# Sertindol
Sertindol (Serdolect) är ett atypiskt neuroleptikum som introducerades på den svenska marknaden 2005 av det danska läkemedelsföretaget Lundbeck. Medlet får endast användas när minst ett ytterligare neuroleptikum har använts tidigare. Sertindol används för behandling av schizofreni hos patienter i fall där andra mediciner inte varit effektiva.
Sertindol utvecklades av Lundbeck år 1985.
Det klassificeras kemiskt som ett fenylindolderivat.  Sertindol hade före 1998 funnits i 19 europeiska länder, sedan introduktion 1996, men det drogs 1998 in på företagets eget initiativ på grund av befarad risk för hjärtarytmier och plötslig död. Undersökningar visade dock inte att sertindol skulle medföra allvarlig risk, så preparatet kunde återintroduceras.
Sertindol räknas som ett av andra generationens antipsykotika men har inte fått någon större användning på grund av att ansetts kardiella biverkningar i form av höga risker för markant QTc-förlängning. Medlet rekommenderas inte som ett förstahandsval vid behandling av schizofreni, men tänkbart som alternativ för de där flera antipsykotika ej fungerat.

## Farmakologisk profil
Sertindol har en jätte stark hERG-antagonism. Ett fenomen som redogör överstigande förlängd QTc-tid vid tidiga doser. Vilket inte var acceptabel för många.

## Effektivitet
I en 2013 studie i en jämförelse av 15 antipsykotiska mediciner i effektivitet i behandling av schizofreniska symtomer, sertindol visade 15% mer effektivitet än lurasidon och iloperidon, ungefär samma effektivitet som ziprasidon, klorpromazin, och asenapin, och 9-13% mindre effektivitet än haloperidol, quetiapin, och aripiprazol.

## Biverkningar
De vanligaste biverkningarna i fas II/III-studier var nästäppa, minskad utlösningsvolym, yrsel och torr mun. Dessa biverkningar tycks inte vara dosberoende. Adrenergiska biverkningar som blodtrycksfall och Sinustakykardi tenderar att minska vid fortsatt intag av läkemedlet. Extrapyramidala bieffekter överstiger inte placebo. Det verkar inte finnas någon tendens för att öka eller initiera tardiv dyskinesi eller såväl akatisi.
Det finns några bevis som tyder att på kort sikt
ökar prolaktin hos vissa patienter. Men detta är i allmänhet inte kliniskt signifikanta. Vissa patienter får en ökning av SGPT/ALT-nivåer. 
Viktförändringar är bland det mest anmärkningsvärda bekymret för många patienter som tar antipsykotika. I långtidsstudier ökar sertindol kroppsmassan med cirka 5% (i genomsnitt).
QT-intervallet på EKG kan förlängas. Europeiska restriktioner inkluderar EKG-monitoring före och under självaste sertindolterapin, dvs efter 1-2 veckor, efter 4-6 veckor, efter 6 månader och därefter årligen.